# Patrick Küng
Patrick Küng, švicarski alpski smučar, * 11. januar 1980, Mühlehorn, Glarus, Švica.
Patrick je bil rojen in je tudi odraščal le nekaj kilometrov od centra mesta Zürich v Švici. V Svetovnem pokalu smuča od leta 2009 in je izraziti  specialist za hitri disciplini (smuk in superveleslalom).
Na Svetovnem prvenstvu 2015 je dosegel svoj največji uspeh v karieri,ko je postal je svetovni prvak v kraljevi disciplini - smuku.

## Dosežki v svetovnem pokalu

### Season standings
| Season | Age | Skupno | Slalom | Vele slalom | Supervele slalom | Smuk | Kombinacija |
| ------ | --- | ------ | ------ | ----------- | ---------------- | ---- | ----------- |
| 2009   | 25  | 113.   | —      | —           | —                | 47.  | 36.         |
| 2010   | 26  | 40.    | —      | —           | 29.              | 16.  | 41.         |
| 2011   | 27  | 33.    | —      | —           | 24.              | 11.  | —           |
| 2012   | 28  | 44.    | —      | —           | 33.              | 20.  | —           |
| 2013   | 29  | 56.    | —      | —           | 24.              | 27.  | —           |
| 2014   | 30  | 10.    | —      | —           | 3                | 5.   | —           |
| 2015   | 31  | 21.    | —      | —           | 18.              | 8.   | —           |
| 2016   | 32  | 101.   | —      | —           | 48.              | 33.  | —           |

### Uvrstitve na stopničke
- 2 zmagi – (1 SM, 1 SVS)
- 5 uvrstitev na oder za zmagovalce – (3 SM, 2 SVS)

| Sezona  | Datum             | Lokacija            | Disciplina      | Uvrstitev |
| ------- | ----------------- | ------------------- | --------------- | --------- |
| 2009/10 | 10. marec 2010    | Garmisch, Nemčija   | smuk            | 3. mesto  |
| 2011/12 | 29. december 2011 | Bormio, Italija     | smuk            | 2. mesto  |
| 2013/14 | 7. december 2013  | Beaver Creek, ZDA   | superveleslalom | 1. mesto  |
| 2013/14 | 18. januar 2014   | Wengen, Švica       | smuk            | 1. mesto  |
| 2013/14 | 2. marec 2014     | Kvitfjell, Norveška | superveleslalom | 2. mesto  |